# キャンペーン・ライフ・コアリション
キャンペーン・ライフ・コアリション（Campaign Life Coalition）は、1978年に設立された、カナダの政治ロビイスト団体。トロントを本拠とするこの団体は、社会保守主義の価値観を提唱している。妊娠中絶、安楽死、胚性幹細胞研究、生殖補助技術、同性結婚、性同一性法に反対している。

## LifeSiteNews
キャンペーン・ライフ・コアリションは、1997年にLifeSiteNewsを設立した。このウェブサイトは、妊娠中絶反対の見解を示す目的で設立された。

## アーカイブ
カナダ国立図書館・文書館には、キャンペーン・ライフ・コアリションのフォンドがある。アーカイブ参照番号はR5937である。フォンドは、1967年から1998年までの範囲を扱っており、1.8メートルの文書記録で構成されている。